# Kenneth Christie Cooper
Kenneth Christie Cooper, britanski general, * 1905, † 1981.